# 미역취
미역취 또는 메역취(goldenrod)는 산과 들에 자생하는 여러해살이풀이다. 한국과 일본에 분포하며 키는 약 35~85cm이며, 줄기에 잔털이 나 있다.
미역취의 어린순은 나물로 먹을 수 있으며, 꽃은 꽃꽂이에 많이 사용된다. 그리고 식물체에는 사포닌이라는 물질이 들어 있어서 약으로 흔히 사용된다.

## 생육특성
생육환경은 반그늘과 햇볕이 잘 드는 곳에서 자란다. 잎은 위로 올라가면서 점점 작아지고 가장자리에 톱니가 있으며 길이는 7~9cm, 폭 1.5~5cm이다. 꽃은 노란색으로 3~5개 정도가 뭉쳐서 핀다. 열매는 11월에 맺고, 씨방 끝에 솜털과 같은 갓털이 있으며 길이는 3.5mm 정도이다.

## 관리 및 번식법
관리법 : 화단의 토양 비옥도가 높으면 키가 커지고 옆가지도 많이 나오다. 물은 1~2일 간격으로 준다.
번식법 : 가을이나 봄에 포기나누기를 하거나, 10~11월에 얻은 종자를 이른 봄 화단에 뿌린다.

## 아종/변종
한국에서 발견되는 미역취의 아종과 변종은 다음과 같다.
- 미역취 (Solidago virgaurea subsp. asiatica Kitam. ex Hara var. asiatica)
- 울릉미역취 (Solidago virgaurea subsp. gigantea (Nakai) Kitam.)
- 나래미역취 (Solidago virgaurea var. coreana Nakai)
- 산미역취 (Solidago virgaurea var. leiocarpa (Benth.) A.Gray)

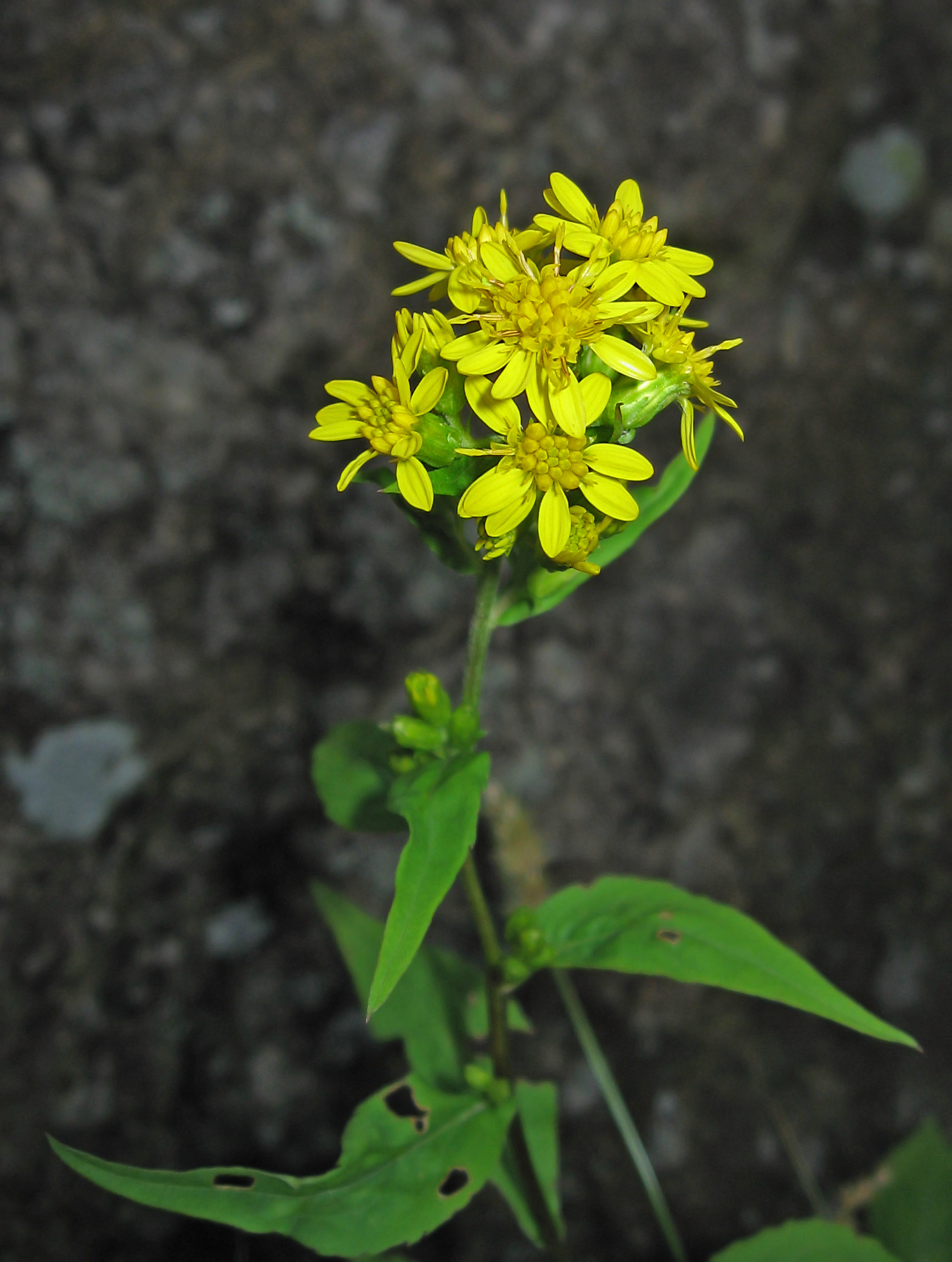
산미역취